# Den stillsamme amerikanen (2002)
Den stillsamme amerikanen (engelska: The Quiet American) är en amerikansk-tysk-australiensisk långfilm från 2002 i regi av Phillip Noyce, med Michael Caine, Brendan Fraser, Do Thi Hai Yen och Rade Serbedzija i rollerna. Filmen är baserad på en bok med samma namn, skriven av Graham Greene. Boken har tidigare filmatiserats under samma namn (1958) med Audie Murphy och Michael Redgrave i huvudrollerna

## Rollista
| Michael Caine    | – Thomas Fowler   |
| Brendan Fraser   | – Alden Pyle      |
| Do Thi Hai Yen   | – Phuong          |
| Rade Serbedzija  | – Inspector Vigot |
| Tzi Ma           | – Hinh            |
| Robert Stanton   | – Joe Tunney      |
| Holmes Osborne   | – Bill Granger    |
| Quang Hai        | – General Thé     |
| Ferdinand Hoang  | – Mr. Muoi        |
| Pham Thi Mai Hoa | – Phuong's Sister |
| Mathias Mlekuz   | – French Captain  |